# Folie de protecție a ecranului

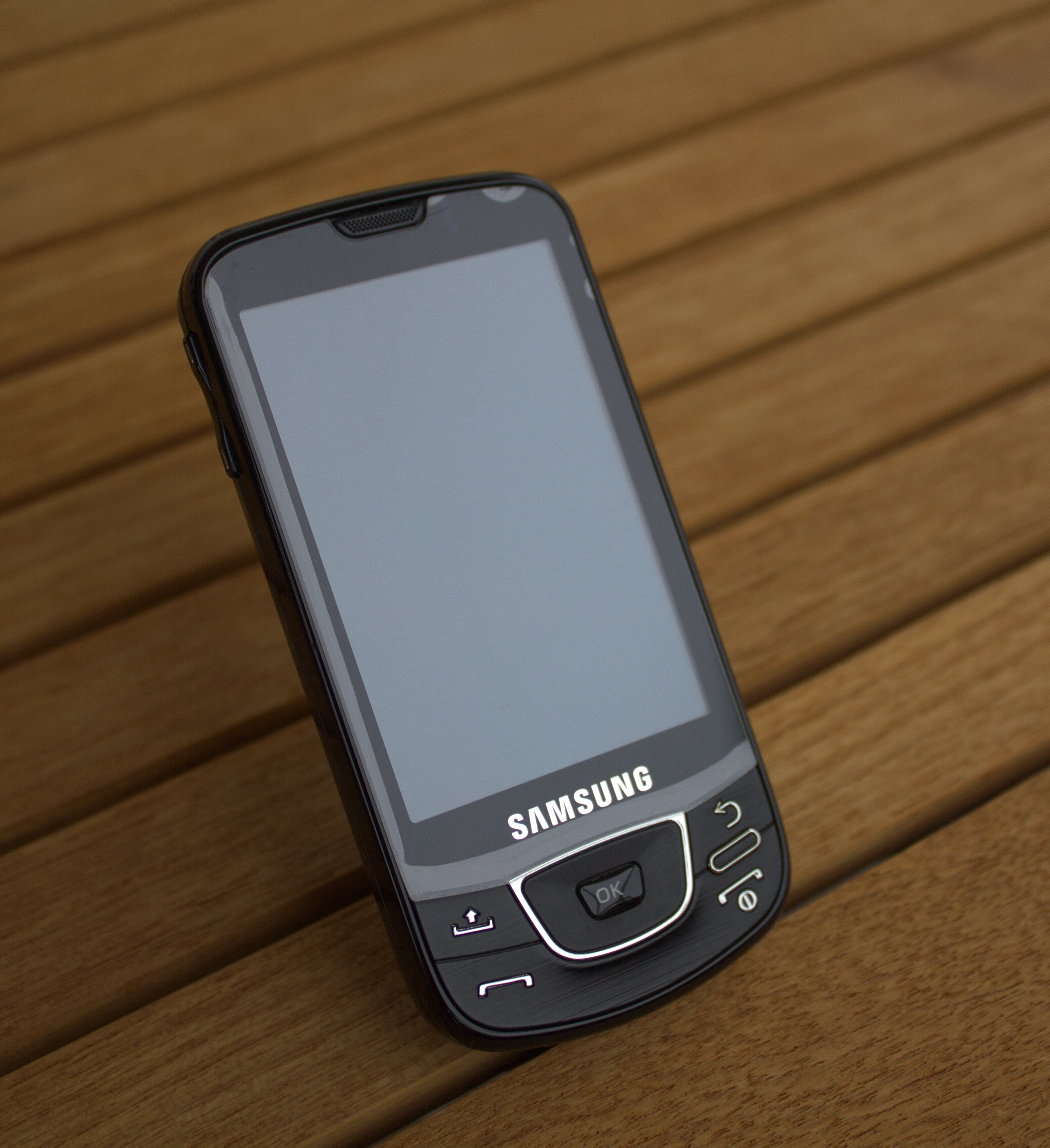
I7500 cu folie de protecție

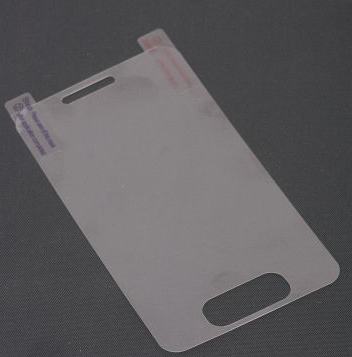
O folie de protecție

Folia de protecție a ecranului reprezintă o soluție tehnologică avansată pentru prevenirea deteriorării suprafețelor de afișare ale dispozitivelor mobile. Varianta predominantă utilizată în prezent este compusă din sticlă călită, un material obținut prin tratament termic la aproximativ 620°C, urmat de răcire rapidă, rezultând o structură cu rezistență mecanică semnificativ îmbunătățită. 
Configurația stratificată tipică include:
1. Strat principal: sticlă călită (0,3 mm), duritate 9H pe scara Mohs
2. Strat intermediar: acoperire oleofobă (compuși fluoropolimerici)
3. Strat de aderență: adeziv special (0,1 mm)

Proprietățile fizice includ rezistență la compresiune de suprafață >100 MPa și transmitanță optică ridicată. Funcționalitatea este augmentată prin integrarea de straturi anti-reflexive (oxizi metalici multi-strat) și filtre pentru radiația de lungime de undă scurtă.
Eficacitatea acestor sisteme de protecție depinde de parametri precum duritatea superficială, claritatea optică și compatibilitatea geometrică cu substratul. Cercetările curente se concentrează pe optimizarea acestor factori pentru a maximiza protecția fără a compromite funcționalitatea tactilă sau calitatea imaginii dispozitivelor mobile.
1. ↑  „Структура защитных стекол для смартфонов: что внутри? – Релизы гаджетов и программного обеспечения” (în engleză). 30 iunie 2024. Accesat în 20 iulie 2024.